# Fillé
Pour les articles homonymes, voir Fille (homonymie).
Fillé ou Fillé-sur-Sarthe est une commune française, située dans le département de la Sarthe en région Pays de la Loire, peuplée de 1 543 habitants (les Filléens).
La commune fait partie de la province historique du Maine, et se situe dans le Haut-Maine (Maine blanc).

## Géographie
Situé à 15 km au sud-ouest du Mans, Fillé occupe la basse vallée alluvionnaire de la Sarthe. Le village est installé sur la rive droite de la rivière et doit son développement au passage du cours d’eau. Les terres sont sablonneuses et relativement pauvres. Ces alluvions ont créé des carrières d'où est extrait du sable et des graviers depuis les années 1970 jusqu’aux années 1990 ; elles sont maintenant transformées en plans d’eau.
Le relief de la commune est assez plat du fait des divagations de la Sarthe qui s’installe dans sa position actuelle il y a environ 12 000 à 15 000 ans. Seule la partie ouest de la commune, vers les hauteurs de Saint-Fraimbault, offre un relief plus prononcé. En effet le point culminant est à une altitude de 73 mètres alors que la rivière est à une altitude moyenne de 40 mètres.
La population de Fillé-sur-Sarthe connait une croissance importante à partir du milieu des années 1970. Alors que le nombre d’habitants tournait entre 445 et 525 entre 1901 et 1968, le recensement de 1975 indique 675 personnes. Puis un deuxième palier apparait dans les années 1990 ; la population atteint le millier d’habitants. Les chiffres de 2006 nous donnent 1 486 habitants sur la commune de Fillé-sur-Sarthe. C’est un phénomène classique de périurbanisation ; le charme de la commune et la proximité du Mans, et de la zone industrielle Sud, attirent les populations. Plusieurs lotissements apparaissent autour du bourg, centre ancien du village.

### Communes limitrophes
| Voivres-lès-le-Mans |           | Spay |
| Roézé-sur-Sarthe    | Fillé     |      |
|                     | Guécélard |      |

### Climat
Pour des articles plus généraux, voir Climat des Pays de la Loire et Climat de la Sarthe.
En 2010, le climat de la commune est de type climat océanique dégradé des plaines du Centre et du Nord, selon une étude du CNRS s'appuyant sur une série de données couvrant la période 1971-2000. En 2020, Météo-France publie une typologie des climats de la France métropolitaine dans laquelle la commune est exposée à un climat océanique et est dans la région climatique  Moyenne vallée de la Loire, caractérisée par une bonne insolation (1 850 h/an) et un été peu pluvieux.
Pour la période 1971-2000, la température annuelle moyenne est de 11,3 °C, avec une amplitude thermique annuelle de 14,3 °C. Le cumul annuel moyen de précipitations est de 667 mm, avec 11,4 jours de précipitations en janvier et 6,7 jours en juillet. Pour la période 1991-2020, la température moyenne annuelle observée sur la station météorologique de Météo-France la plus proche, sur la commune du Mans à 13 km à vol d'oiseau, est de 12,4 °C et le cumul annuel moyen de précipitations est de 693,4 mm,. Pour l'avenir, les paramètres climatiques de la commune estimés pour 2050 selon différents scénarios d'émission de gaz à effet de serre sont consultables sur un site dédié publié par Météo-France en novembre 2022.

## Urbanisme

### Typologie
Au 1er janvier 2024, Fillé est catégorisée bourg rural, selon la nouvelle grille communale de densité à sept niveaux définie par l'Insee en 2022.
Elle est située hors unité urbaine. Par ailleurs la commune fait partie de l'aire d'attraction du Mans, dont elle est une commune de la couronne,. Cette aire, qui regroupe 144 communes, est catégorisée dans les aires de 200 000 à moins de 700 000 habitants,.

### Occupation des sols
L'occupation des sols de la commune, telle qu'elle ressort de la base de données européenne d’occupation biophysique des sols Corine Land Cover (CLC), est marquée par l'importance des territoires agricoles (66,4 % en 2018), en augmentation par rapport à 1990 (64,8 %). La répartition détaillée en 2018 est la suivante : 
terres arables (26,7 %), prairies (22,5 %), zones agricoles hétérogènes (17,1 %), eaux continentales (14,7 %), forêts (11,1 %), zones urbanisées (7,8 %). L'évolution de l’occupation des sols de la commune et de ses infrastructures peut être observée sur les différentes représentations cartographiques du territoire : la carte de Cassini (XVIIIe siècle), la carte d'état-major (1820-1866) et les cartes ou photos aériennes de l'IGN pour la période actuelle (1950 à aujourd'hui).

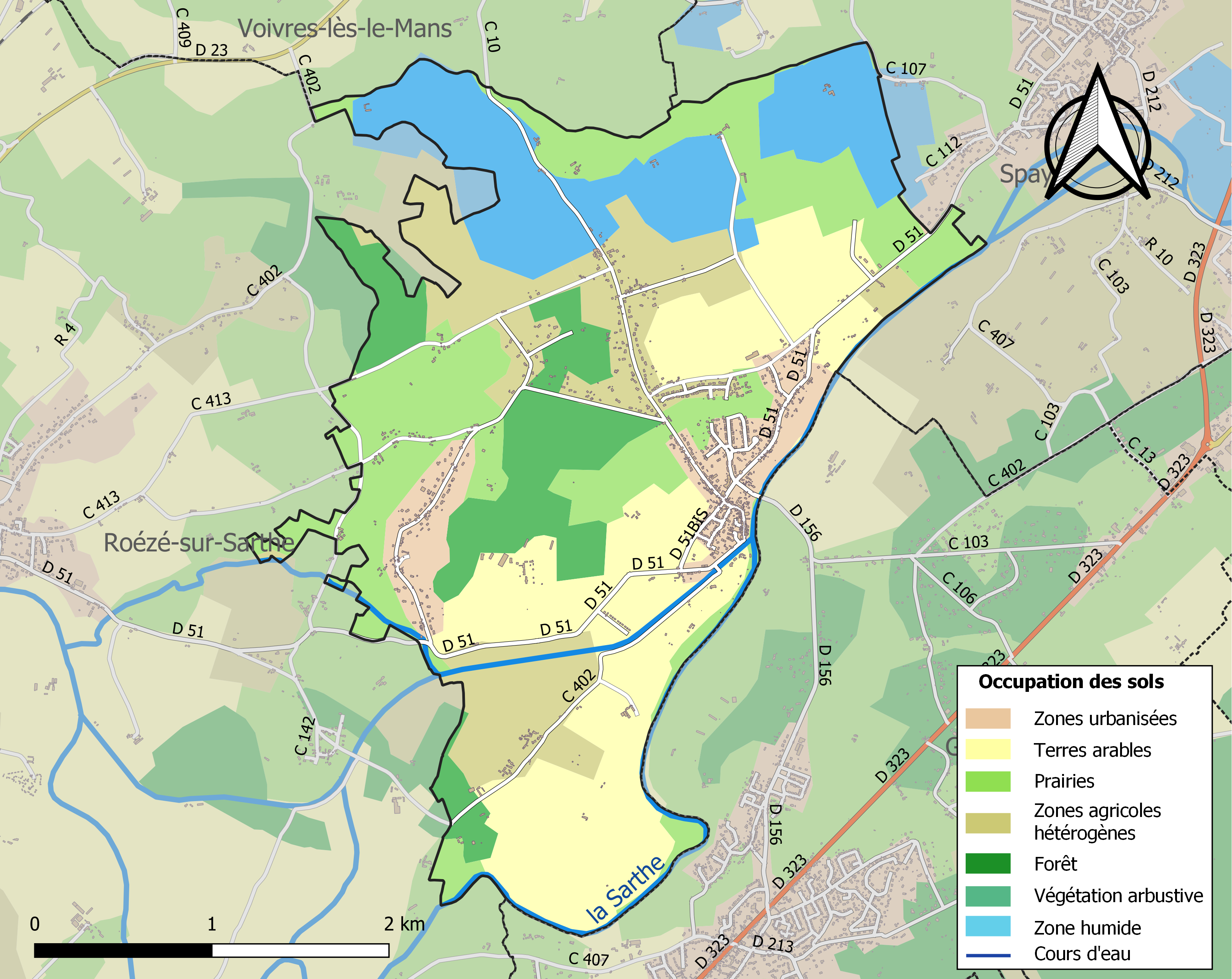
Carte des infrastructures et de l'occupation des sols de la commune en 2018 (CLC).

## Histoire
L'origine du nom Fillé n'a jamais été clairement établie. Dans un bref article, Lucien Bezard a fait le tour de la question. Il propose une origine venant Filliacus venant du gentilice Fillius. Les découvertes récentes de quelques indices archéologiques gallo-romains dans le bourg confortent aujourd'hui cette hypothèse.
La présence préhistorique est attestée par la mise au jour de quelques outils en silex à proximité de la rivière (grattoir, perçoir, etc.). On notera également la découverte d'une meule dormante remontant à l'époque néolithique. Il faut noter aussi le toponyme Pierre Aube (la Pierre Blanche) qui semble indiquer qu'un mégalithe se trouvait anciennement à Fillé. Une monnaie romaine, un sesterce de Lucius Verus, trouvée au XIXe siècle laisse supposer la présence d'une occupation gallo-romaine. Cette occupation romaine est aujourd'hui attestée par la découverte d'indices archéologiques (tuiles, céramiques) dans quelques endroits de la commune.
Douze sarcophages de pierre furent découverts en 1841 à proximité de la Beunêche; ce dernier lieu-dit se situe sur la commune de Roëzé-sur-Sarthe mais limitrophe de Fillé. On peut cependant supposer que ces sarcophages ont été trouvés à l'emplacement de l'actuel château « italien » qui fut construit à cette époque. Notons également la découverte dans ce secteur d'indices archéologiques gallo-romains (site en cours de déclaration).
Le développement médiéval de la paroisse est lié à l'importante seigneurie de Buffes qui se situe sur l'autre rive de la Sarthe. C'est de cette seigneurie que dépendait à l'origine le moulin de Fillé. Elle devait contrôler le passage à gué puis par bac sur l'autre rive. Plus tard la terre du Gros Chesnay (propriété des Le Boindre puis des Daniel de Beauvais) devient la principale seigneurie jusqu'à la Révolution,.
En novembre 1795, la commune intègre à son territoire la paroisse de Guécélard et se nomme alors Fillé-Guécélard, la mairie et l'école se situant à Fillé, une école dite « de hameau » est néanmoins construite à Guécélard en 1877 qui devient commune à part entière le 30 juillet 1880. Le paysage filléen sort de sa monotonie à la fin du XIXe siècle avec le passage du tramway et devient un rendez-vous prisé des Manceaux.
Au cours du XIXe siècle, la vie de la commune est modifiée par la révolution des transports. Ainsi en 1862 est ouvert le canal de Fillé à Roëzé. Il permet d'éviter les chaussées et barrages des moulins de Fillé et de la Beunêche (commune de Roëzé). D'une longueur de 4,5 km, il voit passer environ 150 bateaux par an dans les premières années de son exploitation. Mais à la même époque, la ligne ferroviaire Le Mans-Angers est mise en circulation et vient fortement concurrencer la navigation fluviale.
À la fin du XIXe siècle, le tramway traverse la commune. C'est l'occasion pour celle-ci de se doter d'un pont qui permet un franchissement aisé de la rivière. En effet, traditionnellement le passage de la rivière s'effectue dans le bourg à l'aide du passeur. Comme de nombreuses communes, Fillé demande la construction d'un pont. Les travaux commencent en 1896 d'après les plans de l'ingénieur breton Louis Harel de la Noë alors ingénieur en chef des Ponts et Chaussées de la Sarthe ; la structure métallique est l'œuvre des Ateliers de construction Forges et Fonderie d'Hautmont. Le 9 janvier 1897, se déroule l'épreuve du pont avec une locomotive de 15 t et 4 wagons chargés de ballast pesant chacun 12,750 t soit un total de 68 tonnes. La ligne est ouverte à la circulation le 13 septembre 1897.
Le 7 août 1944, les chars américains arrivent depuis la route des Vignes, les Allemands sont présents dans le village et l'altercation est inévitable. Les blindés américains prennent position pour débusquer l'ennemi tandis que certains soldats allemands sont cachés dans le clocher. Les échanges d'artillerie sont violents et l'église ainsi que quelques habitations brûlent. Le lendemain, les accrochages continuent car certains soldats allemands sont cachés dans les chapelles du cimetière. Le 8 août 1944, le village est libéré.
Depuis 1990, la commune connaît un important développement lié à la proximité du Mans mais aussi à une dynamique politique de croissance qui a permis le doublement de la population en quelques décennies.

## Politique et administration

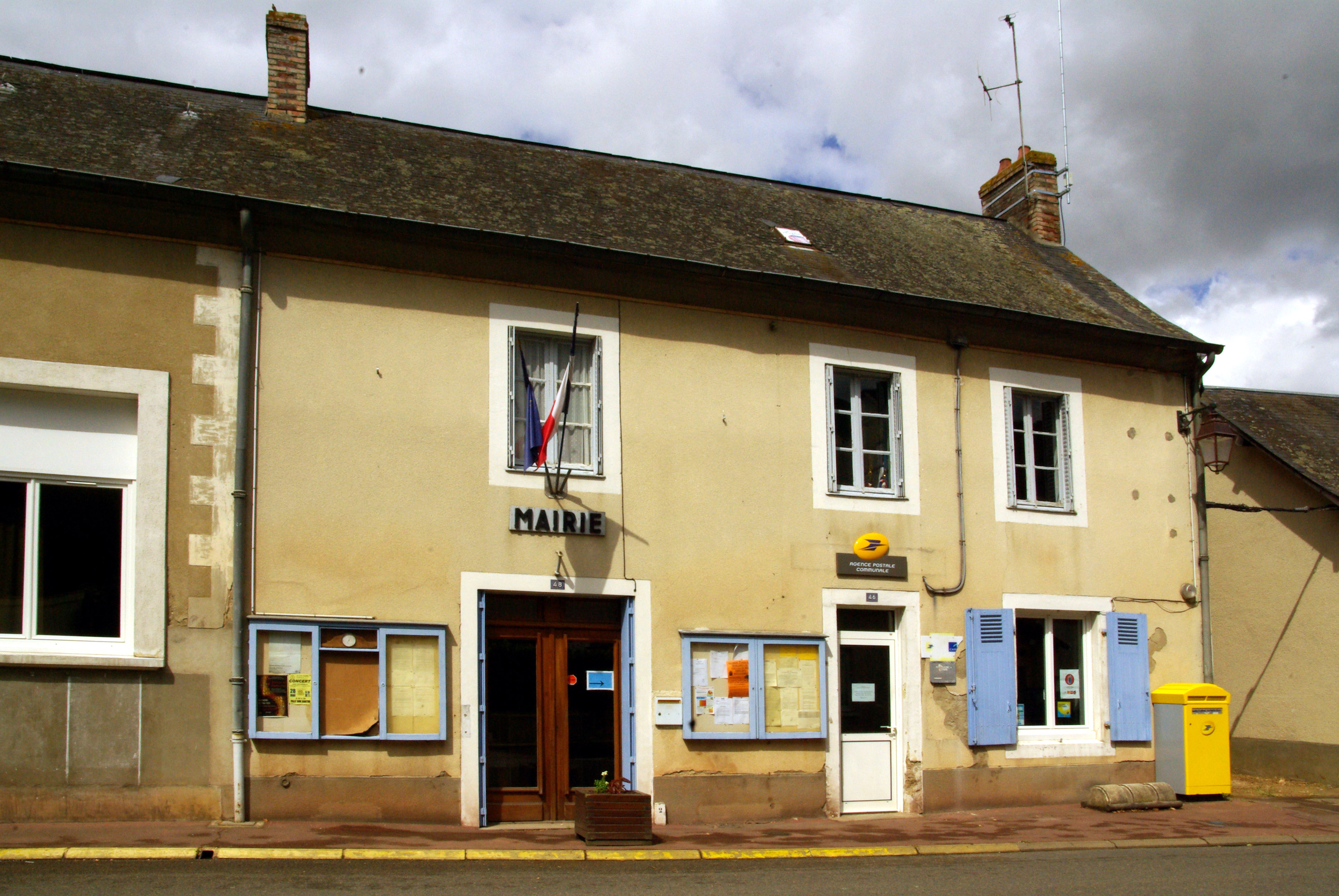
L'ancienne mairie.

| Période                                  | Période  | Identité          | Étiquette | Qualité                         |
| ---------------------------------------- | -------- | ----------------- | --------- | ------------------------------- |
| 1989                                     | 2008     | Gérard Choisnet   |           | Retraité SNCF                   |
| mars 2008                                | mai 2020 | Loïc Trideau      | EELV      | Enseignant technique            |
| mai 2020                                 | En cours | Luc-Marie Faburel | SE        | Retraité des télécommunications |
| Les données manquantes sont à compléter. |          |                   |           |                                 |

## Démographie
L'évolution du nombre d'habitants est connue à travers les recensements de la population effectués dans la commune depuis 1793. Pour les communes de moins de 10 000 habitants, une enquête de recensement portant sur toute la population est réalisée tous les cinq ans, les populations de référence des années intermédiaires étant quant à elles estimées par interpolation ou extrapolation. Pour la commune, le premier recensement exhaustif entrant dans le cadre du nouveau dispositif a été réalisé en 2006.
En 2022, la commune comptait 1 543 habitants, en évolution de +2,19 % par rapport à 2016 (Sarthe : −0,25 %, France hors Mayotte : +2,11 %).
| 1793 | 1800 | 1806 | 1821  | 1831  | 1836  | 1841  | 1846  | 1851  |
| ---- | ---- | ---- | ----- | ----- | ----- | ----- | ----- | ----- |
| 913  | 932  | 911  | 1 002 | 1 174 | 1 108 | 1 165 | 1 212 | 1 316 |

| 1856  | 1861  | 1866  | 1872  | 1876  | 1881 | 1886 | 1891 | 1896 |
| ----- | ----- | ----- | ----- | ----- | ---- | ---- | ---- | ---- |
| 1 256 | 1 300 | 1 289 | 1 231 | 1 184 | 591  | 580  | 569  | 548  |

| 1901 | 1906 | 1911 | 1921 | 1926 | 1931 | 1936 | 1946 | 1954 |
| ---- | ---- | ---- | ---- | ---- | ---- | ---- | ---- | ---- |
| 520  | 522  | 526  | 498  | 511  | 471  | 467  | 445  | 467  |

| 1962 | 1968 | 1975 | 1982 | 1990 | 1999  | 2006  | 2011  | 2016  |
| ---- | ---- | ---- | ---- | ---- | ----- | ----- | ----- | ----- |
| 501  | 470  | 617  | 744  | 836  | 1 086 | 1 486 | 1 520 | 1 510 |

| 2021  | 2022  | - | - | - | - | - | - | - |
| ----- | ----- | - | - | - | - | - | - | - |
| 1 525 | 1 543 | - | - | - | - | - | - | - |

## Lieux et monuments

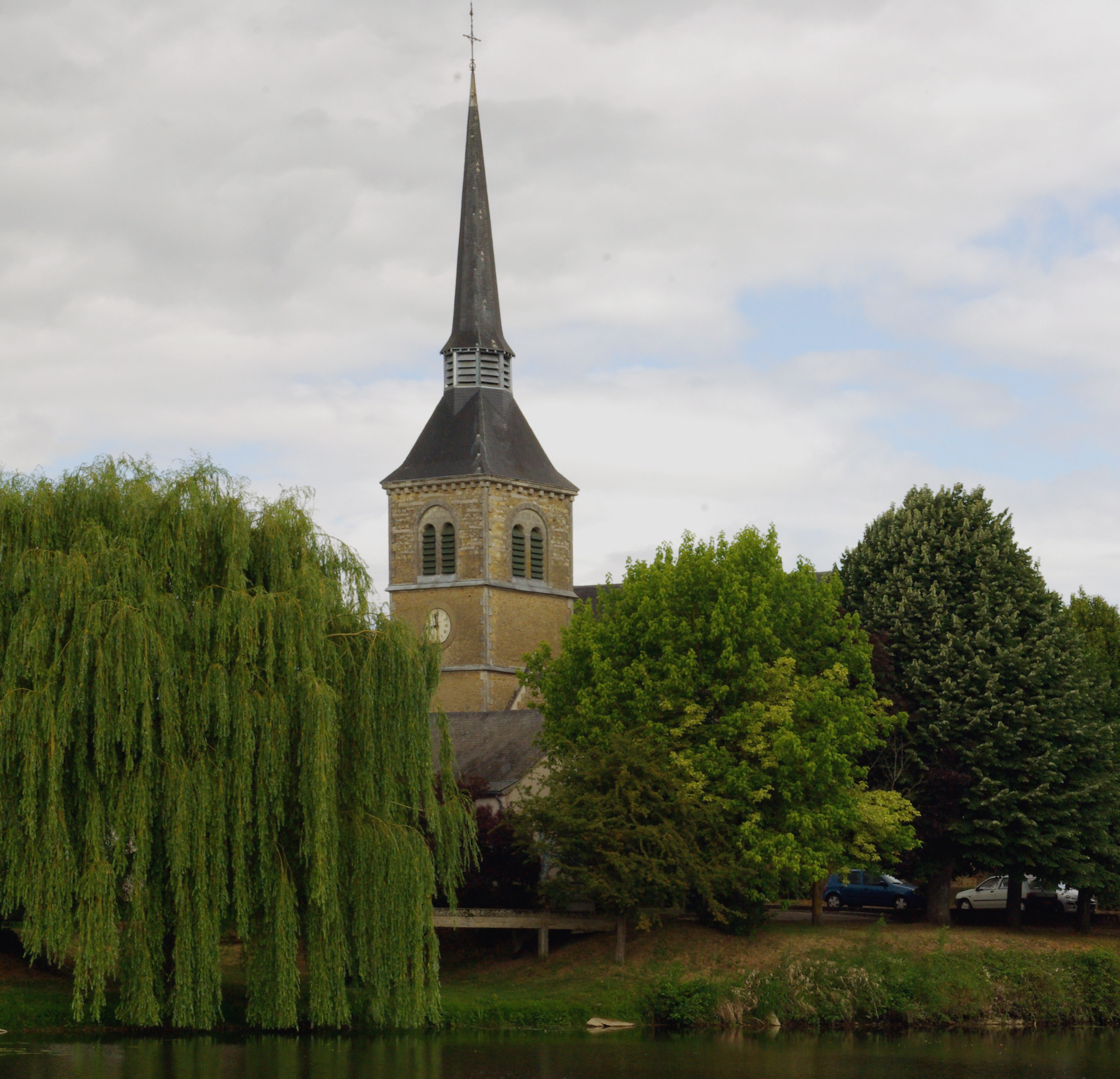
L'église Saint-Martin-de-Vertou.

- L'église Saint-Martin : bombardée dans la soirée du 7 août 1944 lors de la libération de Fillé par des chars américains, la reconstruction de l'église est entreprise en 1947 et terminée en 1956. Statue de la Vierge du XVIIe en terre vernissée que l'incendie de 1944 a laissée seule indemne.
- Château du Gros Chesnay du milieu du XVIIe siècle.
- Pont métallique sur la Sarthe, ouvrage d'art édifié en 1896 par l'ingénieur breton Louis Harel de la Noë.
- Les berges de la Sarthe et du canal de Fillé sont régulièrement fréquentées par les pêcheurs et les nombreux promeneurs.
- Moulin banal du XVe siècle récemment restauré.Le moulin à eau du XVe siècle.

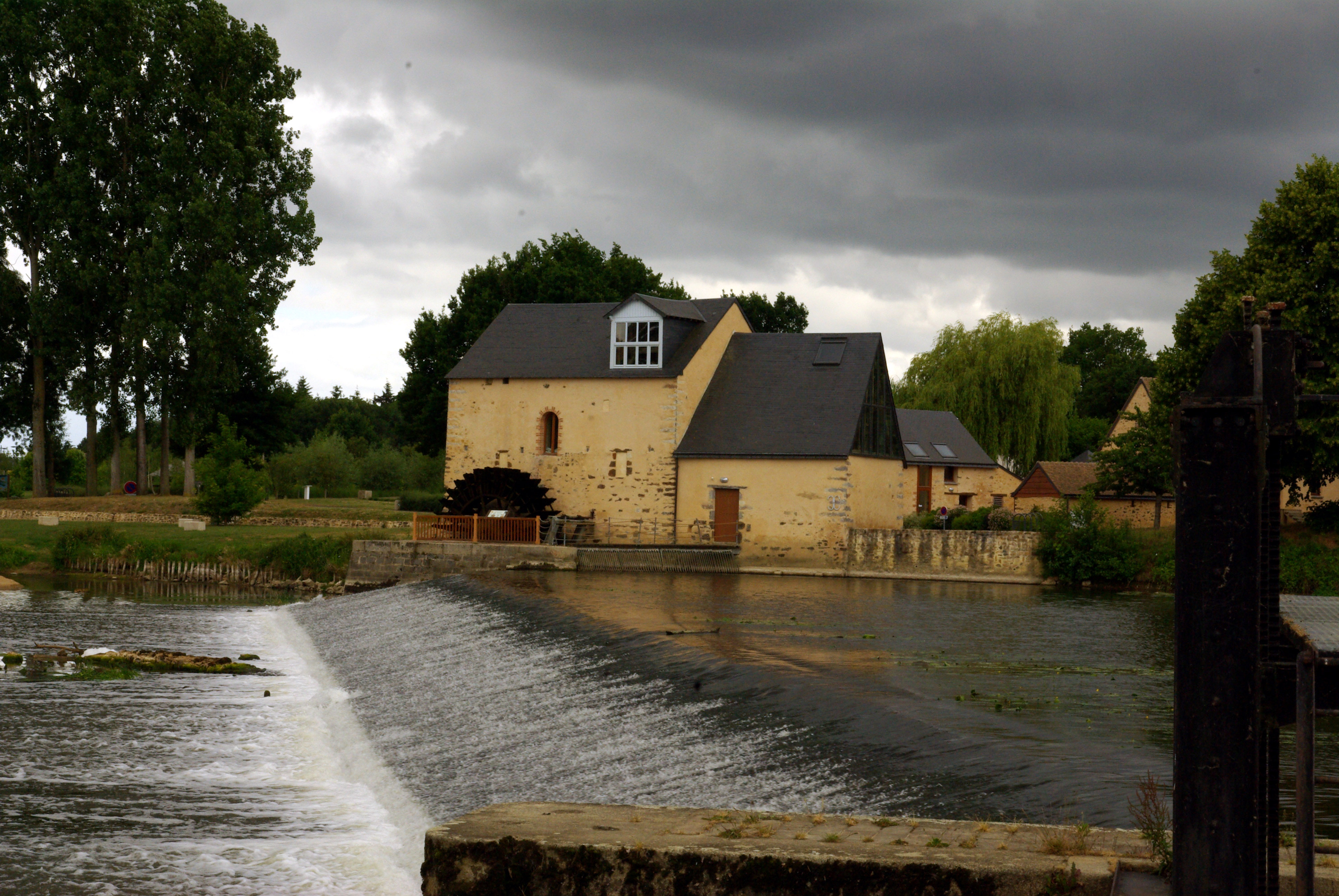
Le moulin à eau du XVe siècle.

  - En 1995, le maire du village, Gérard Choisnet, amoureux du Moulin et conscient de l'intérêt du site s'accorde avec le propriétaire pour une location avec promesse d'achat et, finalement en avril 2000, le propriétaire du site et dernier meunier Raoul Cosnier a signé l'acte de vente avec la communauté de communes du Val de Sarthe. Très vite, un projet de centre de loisirs fluvial est ébauché, le moulin est restauré par l'Association du moulin de Fillé, créée en 1996 également à l'initiative de la municipalité, et les bâtiments de la ferme du Moulin vont être également rénovés.

  - Le lieu réhabilité par la communauté de communes et inauguré le samedi 28 juin 2008 doit remplir une mission culturelle à plusieurs volets. Le premier est bien évidemment l’activité de meunerie déjà active à travers l’association de sauvegarde qui avait réhabilité la roue et animait depuis plusieurs années le site en fabriquant à nouveau de la farine.

  - Le second volet concerne les activités de loisirs liées à l’eau omniprésente à travers la base nautique. Un peu plus tard sera construite sur le haut du site une guinguette pour faire revivre cette tradition très présente sur les bords de Sarthe au XIXe siècle.

  - La grange et la maison du meunier ont été réaménagées pour accueillir des artistes invités à produire des œuvres in situ au cours de résidences.

## Personnalités liées
- Henri Vallée (1865 à Fillé - 1901), constructeur automobile, créateur de divers modèles dont un engin de course original surnommé la « Pantoufle ». Un trophée en son honneur a lieu tous les ans[29].